# Аракарі чорношиїй
Аракарі чорношиїй (Pteroglossus aracari) — вид дятлоподібних птахів родини туканових (Ramphastidae).

## Поширення
Поширений в Бразилії, Французькій Гвіані, Гаяні, Суринамі та Венесуелі. Його природним середовищем існування є субтропічні або тропічні вологі низинні ліси та сильно деградовані колишні ліси.

## Опис
Птах завдовжки 43 см. Верхня частина дзьоба біла, контрастує з чорною нижньою частиною. Голова, шия та верхня частина чорнуваті із зеленуватим або синюватим відтінком. Живіт жовтий з червоною поперечною смужкою. Пір'я ніг оливково-зелене. Хвіст темно-зелений з синіми відтінками.

## Спосіб життя
Харчується плодами, членистоногими та іншими дрібними безхребетними. Інкубація триває 16 днів. Пташенята покидають гніздо у віці 40 днів.

## Підвиди
Таксон включає три підвиди:
- P. a. atricollis (Statius Müller, PL, 1776) —— на сході Венесуели, у Гвіані та на півночі Бразилії.
- P. a. aracari (Linnaeus, 1758) — на північному сході, сході і південному сході Бразилії
- P. a. wiedii Sturm, JHCF & Sturm, JW, 1847 — на південному сході Бразилії.